# Copa do Brasil de Futebol Sub-20
A Copa do Brasil Sub-20 é uma competição de futebol organizada pela Confederação Brasileira de Futebol (CBF). Realizada anualmente a partir de 2012, o torneio teve sua primeira edição sendo conquistada pelo Vitória, que venceu o Atlético Mineiro na final.
No entanto, o maior vencedor é o São Paulo, que possui 4 títulos conquistados. Os demais campeões foram o Santos (2013), Internacional (2014), Atlético Mineiro (2017), Palmeiras (2019 e 2022), Vasco da Gama (2020) o Coritiba (2021) e o Cruzeiro Esporte Clube (2023).
Todas as edição foram disputada em sistema de jogos eliminatórios por 32 equipes, um torneio seletivo foi criado para dar uma vaga para representantes da região Norte, mas acabou sendo extinto após três edições. O campeão da edição de 2015, o São Paulo, conquistou uma vaga na Copa Libertadores da América Sub-20 como representante brasileiro. A partir de 2017, a competição oferece uma vaga para a Supercopa do Brasil de Futebol Sub-20.

## Sistema de disputa
A competição é disputada em sistema de jogos eliminatórios, ou seja, os times são divididos em chaves de dois, decidindo a vaga para a próxima fase em dois jogos, cada jogo com um deles como mandante. Aquele que conseguir mais pontos passa para a fase seguinte, onde o sistema se repete até a final, que decide o campeão.
- Primeira fase (16ª de final): os 32 clubes são distribuídos em 16 grupos de dois clube cada;
- Segunda fase (oitavas de final): 16 clubes distribuídos em oito grupos de dois clubes cada;
- Terceira fase (quartas de final): oito clubes distribuídos em quatro grupos de dois clubes cada;
- Quarta fase (semifinal): quatro clubes distribuídos em dois grupos de dois clube cada;
- Quinta fase (final): em um grupo de dois clubes, de onde sairá o campeão da Copa.

Na primeira fase, caso o time visitante vence o primeiro embate por dois ou mais gols de diferença, ele é automaticamente classificado para a fase seguinte.

### Critérios de desempate
Em caso de empate de pontos, o critério de desempate é o saldo de gols. No entanto, caso a igualdade persistir, a decisão da vaga acontece através de cobranças de pênaltis ao final do jogo de volta.
Desde a primeira edição, a regra do gol qualificado como visitante era um dos critérios de desempate. Esta regra, inclusive, era válida na decisão até 2014, pois foi revogada no começo de 2015. Em 2018, a regra do gol qualificado foi totalmente revogada.

### Participantes
Na primeira edição, os 32 participantes foram qualificados pelas campanhas dos profissionais na edição anterior dos campeonatos nacionais da Série A e B. Enquanto que os 20 participantes da primeira edição garantiam as vagas, os 12 melhores da segunda também se qualificava. Nas edições de 2013 a 2015, uma das vagas da Série B foi repassada ao vencedor de um torneio seletivo da região norte. Nas edições de 2016 a 2018, retornou ao critério anterior, onde os 12 melhores clubes classificados na série B do ano anterior participavam. Nas edições de 2019 em diante, a competição passou a ser disputada por 32 equipes, compostas pelas 27 campeãs estaduais da respectiva categoria e as 5 equipes vice-campeãs das federações melhores colocadas do Ranking da CBF.

## História
Com o objetivo de valorizar o trabalho realizado pelos clubes nas categorias de bases e colaborar com o surgimento de novos atletas, a primeira edição desta competição ocorreu no ano de 2012. Naquela ocasião, 32 clubes participaram em jogos eliminatórios compostos por cinco fases. Atlético Mineiro, Bahia, Grêmio e Vitória foram os clubes semifinalistas da primeira edição, os mineiros eliminaram o Bahia enquanto o Vitória passou pela equipe gaúcha. Na final, os baianos conquistaram o título, tornando-se o primeiro campeão da competição.
No ano seguinte, o regulamento permaneceu idêntico à edição anterior, mas com uma vaga destinada ao Remo, campeão do torneio seletivo para a região norte. O Atlético Mineiro novamente chegou a semifinal da competição, desta vez foi eliminado pelo Santos, enquanto o Criciúma eliminou o Botafogo. Na decisão, a equipe do litoral paulista sagrou-se campeã pela regra do gol como visitante. Em 2014, a competição permaneceu com o regulamento idêntico ao da edição anterior. Desta vez, Bahia, Internacional, Santos e Vitória compuseram o grupo dos semifinalistas. O Vitória, que buscava o bicampeonato, acabou sendo derrotado para o Internacional na final, a equipe gaúcha conquistou o seu primeiro título.
Na quarta edição, Atlético Mineiro, Atlético Paranaense, Joinville e São Paulo chegaram até a semifinal. Nos confrontos entre os Atléticos, a equipe paranaense classificou-se para enfrentar o São Paulo, que havia eliminado o Joinville. Na decisão, O São Paulo conquistou o título invicto e derrotando seu adversário em ambos os jogos da decisão por 2 a 0, vencendo por 4–0 no agregado, e ainda conquistou a vaga para a Copa Libertadores da América Sub-20 de 2016, que posteriormente foi conquistada pelo clube. Em 2016, o São Paulo conquistou o bicampeonato ao derrotar o Bahia na decisão. Os demais semifinalistas foram o Cruzeiro e o Sport.
Na edição de 2017, Atlético Mineiro, Avaí, Flamengo e Vasco da Gama foram os semifinalistas. Após perder o título da primeira edição, o Atlético venceu o Flamengo nas penalidades e conquistou seu primeiro título. Na edição de 2018, a regra do gol qualificado foi revogada, mas a forma de disputa continuo a mesma desde a primeira edição. Botafogo e São Paulo voltaram a semifinais, que também contou com Corinthians e Palmeiras. Na primeira final disputada por um clássico, o Majestoso, o São Paulo goleou o Corinthians na finalíssima e conquistou o tricampeonato.

### Títulos por clube
| Pos  | Clube                | Títulos | Vices | Semifinais |
| ---- | -------------------- | ------- | ----- | ---------- |
| 1.º  | São Paulo            | 4       | —     | —          |
| 2.º  | Palmeiras            | 2       | 1     | 2          |
| 3.º  | Atlético Mineiro     | 1       | 1     | 3          |
| 4.º  | Cruzeiro             | 1       | 1     | 1          |
| 5.º  | Vitória              | 1       | 1     | —          |
| 6.º  | Internacional        | 1       | —     | 2          |
| 6.º  | Vasco da Gama        | 1       | —     | 2          |
| 8.º  | Santos               | 1       | —     | 1          |
| 9.º  | Coritiba             | 1       | —     | —          |
| 10.º | Bahia                | —       | 2     | 4          |
| 11.º | Flamengo             | —       | 2     | 1          |
| 12.º | Botafogo             | —       | 1     | 2          |
| 13.º | Grêmio               | —       | 1     | 1          |
| 14.º | Athletico Paranaense | —       | 1     | —          |
| 14.º | Corinthians          | —       | 1     | —          |
| 14.º | Criciúma             | —       | 1     | —          |
| 17.º | Avaí                 | —       | —     | 2          |
| 17.º | Ceará                | —       | —     | 2          |
| 19.º | Fluminense           | —       | —     | 1          |
| 19.º | Joinville            | —       | —     | 1          |
| 19.º | Sport                | —       | —     | 1          |

### Títulos por federação
| Pos | Cidade            | Títulos | Vices | Semifinais |
| --- | ----------------- | ------- | ----- | ---------- |
| 1.º | São Paulo         | 7       | 2     | 3          |
| 2.º | Minas Gerais      | 2       | 2     | 4          |
| 3.º | Rio de Janeiro    | 1       | 3     | 6          |
| 4.º | Bahia             | 1       | 3     | 4          |
| 5.º | Rio Grande do Sul | 1       | 1     | 3          |
| 6.º | Paraná            | 1       | 1     | —          |
| 7.º | Santa Catarina    | —       | 1     | 3          |
| 8.º | Ceará             | —       | —     | 2          |
| 9.º | Pernambuco        | —       | —     | 1          |

### Maiores goleadas
Estas são as maiores goleadas da história da Copa do Brasil Sub-20:
| Pos  | Mandante       | Placar | Visitante              | Estádio           | Data           | Ano  |
| ---- | -------------- | ------ | ---------------------- | ----------------- | -------------- | ---- |
| 1.º  | Palmeiras      | 12–0   | União ABC              | Bruno José Daniel | 3 de outubro   | 2024 |
| 2.º  | Real Ariquemes | 0–10   | Flamengo               | Valerião          | 4 de abril     | 2019 |
| 2.º  | Botafogo       | 10–0   | Castelo                | Nilton Santos     | 10 de março    | 2021 |
| 4.º  | Boa Esporte    | 1–9    | Corinthians            | Dilzon Melo       | 28 de março    | 2018 |
| 5.º  | Jacyobá        | 0–8    | Internacional          | Fumeirão          | 11 de março    | 2021 |
| 5.º  | Palmeiras      | 8–0    | Liga Presidente Médici | Allianz Parque    | 12 de março    | 2021 |
| 5.º  | Coritiba       | 8–0    | União Rondonópolis     | Heriberto Hülse   | 16 de março    | 2021 |
| 5.º  | Cruzeiro       | 8–0    | Real Brasília          | Alterosas         | 27 de setembro | 2022 |
| 5.º  | Bahia          | 8–0    | Tiradentes-PI          | Joia da Princesa  | 2 de outubro   | 2024 |
| 10.º | Flamengo       | 8–1    | Porto Vitória          | Gávea             | 2 de outubro   | 2024 |

### Artilheiros por edição
| Ano  | Artilheiro                            | Clube                  | Gols | Ref.   |
| ---- | ------------------------------------- | ---------------------- | ---- | ------ |
| 2012 | Vinícius Araújo                       | Cruzeiro               | 9    | [ 4 ]  |
| 2013 | Diego Cardoso                         | Santos                 | 9    | [ 28 ] |
| 2014 | Bruno Gomes                           | Internacional          | 7    | [ 29 ] |
| 2015 | Joanderson David Neres                | São Paulo              | 6    | [ 30 ] |
| 2016 | Shaylon                               | São Paulo              | 6    | [ 31 ] |
| 2017 | Paulo Vitor                           | Vasco da Gama          | 6    | [ 32 ] |
| 2018 | Léo Passos                            | Palmeiras              | 6    | [ 33 ] |
| 2019 | Rodrigo Carvalho                      | Flamengo               | 8    | [ 34 ] |
| 2020 | Thiago Andrade                        | Bahia                  | 6    | [ 35 ] |
| 2021 | Luiz Guilherme Matheus Cadorini       | Coritiba Internacional | 6    | [ 36 ] |
| 2022 | Luccas Romário Pablo                  | ABC Ceará              | 5    | [ 37 ] |
| 2023 | Vinícius Kanu Nathan Fernandes Arthur | Remo Grêmio Fluminense | 5    | [ 38 ] |
| 2024 | Ryan Francisco                        | São Paulo              | 8    | [ 39 ] |